# Castelo de Penamacor

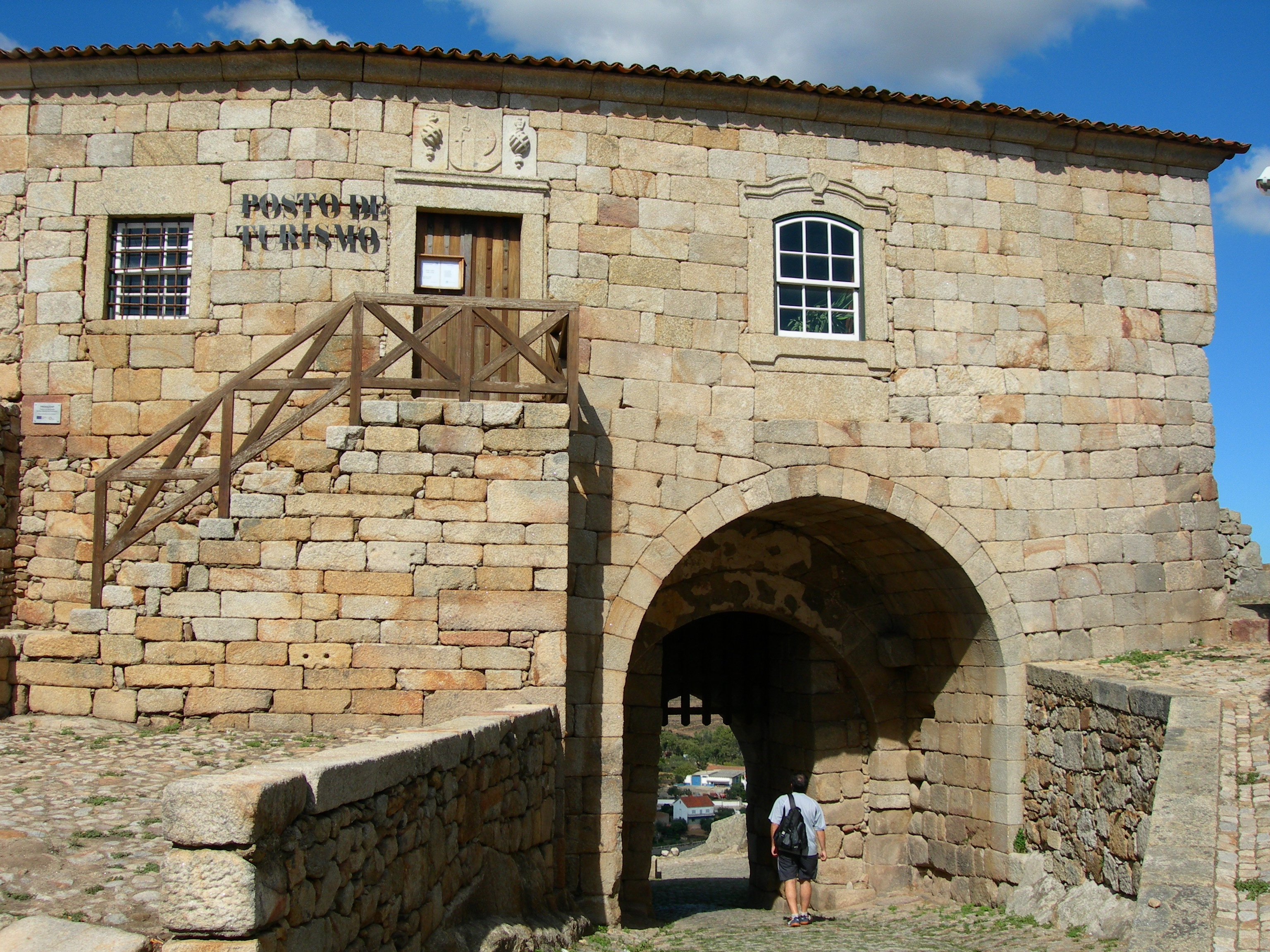
Antiga Casa da Câmara, atual posto de turismo.

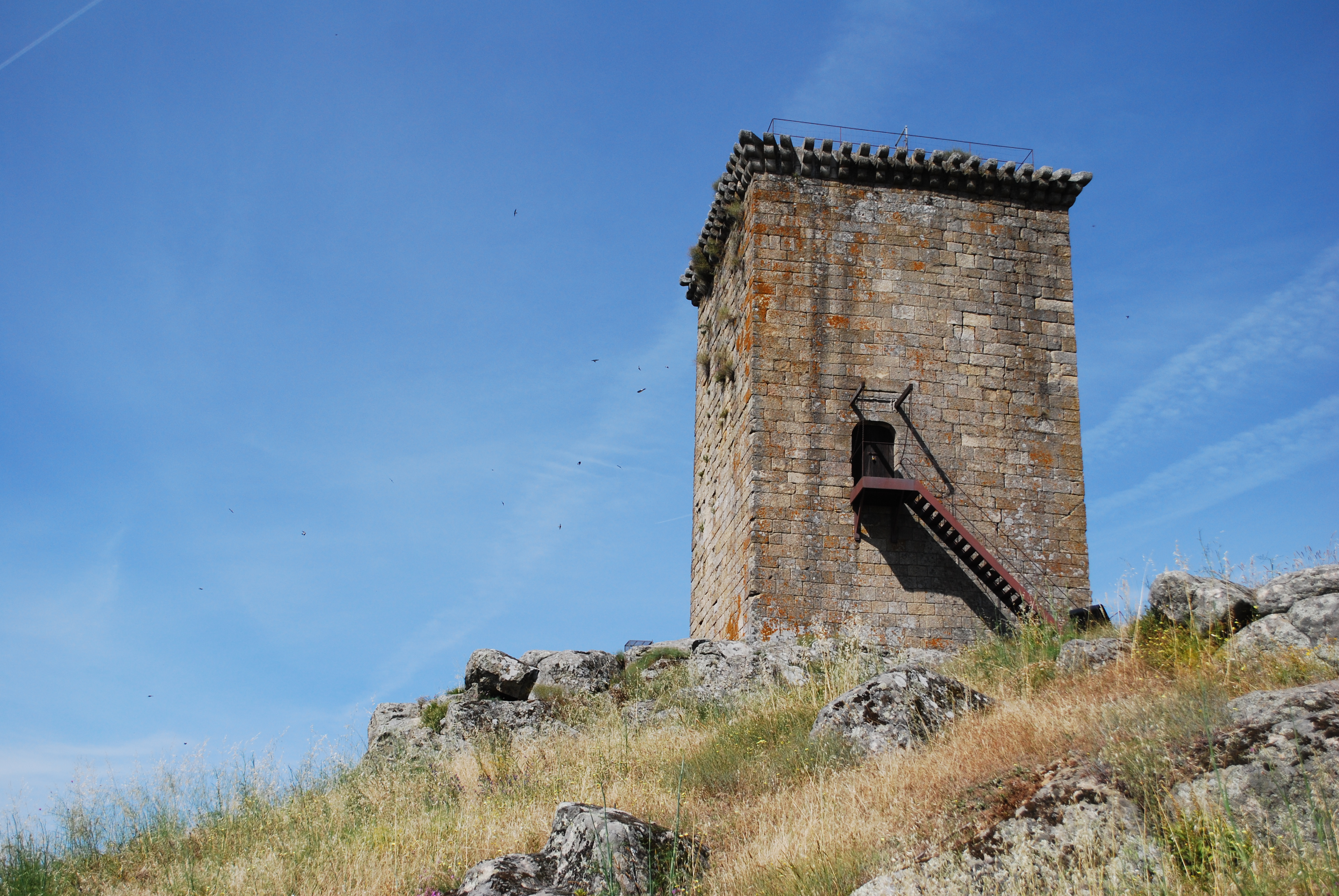

O Castelo de Penamacor, também referido como Castelo e cerca urbana de Penamacor
e Fortaleza de Penamacor, localiza-se na vila, freguesia e município de Penamacor, no distrito de Castelo Branco, província da Beira Baixa, região do Centro (Região das Beiras) e sub-região da Beira Interior Sul, em Portugal.
Castelo templário, na linde beirã, ergue-se num cabeço rochoso entre a ribeira de Ceife e a ribeira das Taliscas, afluentes do rio Ponsul, que, por sua vez, desagua no rio Tejo.
Em 2013 foi classificado como monumento nacional.

## História

### Antecedentes
Acredita-se que a primitiva ocupação humana deste sítio remonte a um castro pré-histórico, possivelmente romanizado, a crer pelos testemunhos deste período, abundantes na região. Não há evidências suficientes em favor de sua posterior ocupação. Alguns estudiosos pretendem ser esta localidade a terra natal de Vamba, último grande rei dos Godos, que governou a Península entre 672 e 682.

### O castelo medieval
À época da Reconquista cristã da Península Ibérica, os domínios de Penamacor foram conquistados por D. Sancho I (1185–1211), que os doou à Ordem dos Templários, na pessoa de seu Mestre no país, D. Gualdim Pais (1189). Visando o seu repovoamento, uma década mais tarde o soberano lhe concedeu Carta de Foral (1199), ratificado em 1209. Datará possivelmente dessa época o início da edificação do castelo. Recentes pesquisas arqueológicas no Cimo da Vila (2003) ainda não confirmam uma ocupação anterior.
Diante do progresso do seu povoamento, D. Afonso III (1248–1279) aí instituiu uma feira anual (1262), atribuindo-se a seu filho e sucessor, D. Dinis (1279–1325), a construção de uma segunda cintura de muralhas no castelo, bem como o início da torre de menagem e da cerca da vila (c. 1300). Não foram identificadas informações sobre o senhorio de seus domínios diante da extinção da Ordem, nesse reinado.
Posteriormente, sob o reinado de D. Fernando (1367–1383), foi iniciada uma barbacã para complemento da defesa do castelo, obra concluída sob D. João I (1385–1433). Durante a crise de 1383–1385, a vila e seu castelo tomaram o partido pelo Mestre de Avis.
No início do século XVI, a vila e sua defesa conheceram obras de remodelação, que se encontram figuradas por Duarte de Armas (Livro das Fortalezas, c. 1509), integradas pelo castelo, dominado pela torre de menagem (que informa em nota: a torre de menagem nom era acabada ao tempo que eu aly estaua), a cerca urbana e a barbacã.
A partir de meados do século XVII, no contexto da Guerra da Restauração da independência portuguesa, Penamacor readquiriu importância estratégica sobre a fronteira. Por essa razão, o Conselho de Guerra de D. João IV (1640–1656) determinou a modernização e reforço das suas defesas, visando a sua adaptação aos avanços da artilharia. O empreendimento, a cargo do Governador das Armas da Beira, marquês de Castelo Melhor, resultou no reforço dos muros da vila com a construção de seis baluartes complementados por mais três meios-baluartes.
Poucas décadas mais tarde, um trágico acidente fez saltar a torre de menagem, então utilizada como paiol de pólvora, destruindo-a (1739).
O progresso urbano registado no século XIX trouxe a retirada da guarnição militar de Penamacor (1834), registando-se a progressiva destruição das muralhas da vila, com o reaproveitamento da pedra pelos habitantes da região. Nesse período destacou-se a demolição da chamada Porta de Santo António, com a aquisição da sua pedra pela municipalidade (1867). Pouco depois, em 1874, Baltasar Pereira da Silva pediu autorização para se desmantelar um baluarte, tendo a Câmara concedido 30 carros de bois para o transporte do material.

### Do século XX aos nossos dias
O advento do século XX não alterou essencialmente esse quadro de abandono: uma informação datada de 1933 dá conta de que a cisterna (Poço d'El Rey) estava entulhada pela municipalidade, subsistindo cinco portas das antigas defesas. O processo cessou, entretanto, a partir da instalação do Museu Municipal, nas dependências dos antigos Paços do Concelho ("Domus Municipalis"), a partir de 1943.
O castelo e a fortaleza de Penamacor foram classificados como Monumento Nacional por Decreto publicado em 1973.
Do conjunto restam a "Domus Municipalis" e a Torre de Menagem (indevidamente denominada como Torre de Vigia), numa das extremidades, onde se rasga uma porta de entrada para a antiga vila. Rodeando as escarpas do castelo medieval, notam-se ainda trechos das cortinas dos antigos baluartes seiscentistas.
Recentemente, foram empreendidas prospeções arqueológicas na zona histórica da vila e no entorno de seu castelo, por iniciativa da Câmara Municipal, a cargo da Arqueonova, visando a sua valorização.

## Características
Na cota de 573 metros acima do nível do mar, os remanescentes do conjunto ilustram a sucessão de várias etapas construtivas, iniciadas em data desconhecida, uma vez que não se pode afirmar com certeza se a primitiva edificação remonta à época do reinado de D. Sancho I ou lhe é anterior. Os monarcas que nos deixaram testemunhos foram D. Dinis e, posteriormente, D. Manuel I, conforme a pedra de armas na Torre de Menagem. Esta localiza-se isolada numa das extremidades do Castelo, apresentando planta quadrada com três registros. No alçado Leste, sobre o embasamento biselado, sucedem-se o primeiro e terceiro registos cegos, sendo o segundo rasgado por porta de lintel curvo, encimada por inscrição ilegível. No alçado Norte, com embasamento escalonado e biselado de grande altura, identificam-se as armas reais, ladeadas por esferas armilares e enquadradas em moldura retilíneas a nível superior.
O alçado Oeste possui embasamento semelhante ao anterior, apresentando seteira ao nível do segundo registro e janela de lintel reto sem moldura no terceiro. O alçado Sul, com embasamento escalonado e biselado, parcialmente adossado a afloramentos rochosos que se integram na construção, tem o adarve rematado com cachorrada composta por mísulas de recorte tripartido. O interior é dividido em dois pavimentos, definidos a partir da porta situada acima do nível do solo (acedida por escada amovível), com pisos em madeira.
No conjunto da cerca da vila, de planta ovalada irregular, destaca-se a Torre do Relógio, o pelourinho quinhentista e a Câmara Municipal (Domus Municipalis, 1568), com planta retangular, em dois pavimentos. No seu alçado Norte rasga-se a Porta da Vila em arco quebrado, encimada por duas janelas em arco abatido com chiado a decorar a pedra de fecho e friso saliente. Ostenta as armas reais com as esferas armilares. No alçado Sul a porta é encimada por duplo arco pleno, tendo um lance de escadas para acesso ao piso superior, este marcado por porta e janela de lintel reto, ladeadas pelas armas concelhias, tendo, ainda, janela idêntica ao alçado oposto. Remates em cornija sustentam a cobertura de quatro águas.
A chamada Torre do Relógio apresenta planta quadrangular com base biselada, dois registros cegos e porta em arco quebrado parcialmente entaipada no primeiro registo no alçado Oeste, sendo encimado por baixo-relevo representando um cavaleiro. É rasgada por janela de lintel reto junto à qual existem duas gárgulas de canhão. Encontra-se adossada pelo exterior ao troço subsistente da cerca urbana. Tem adarve rematado por merlões pentagonais, integrando, no ângulo Nordeste, campanário de planta quadrada com quatro aberturas sineiras em arco pleno e cobertura piramidal, com relógio no lado Norte.
Com relação aos baluartes setecentistas subsistentes, o contíguo à "Domus Municipalis", a Norte, apresenta cortinas escarpadas, integrando duas canhoneiras; um segundo baluarte, parcialmente integrado num afloramento rochoso, situa-se pelo lado Sul do antigo Convento de Santo António (a Sul); um terceiro baluarte, denominado como Reduto da Cavalaria, situa-se no local do Quartel da Guarda Fiscal (a Norte); um quarto baluarte, conhecido como Reduto do Outeiro, situa-se junto à Rua do Outeiro (a Oeste).

## O mito de D. Sebastião
Correndo o ano de 1584, sendo ainda vivas na população portuguesa as feridas de Alcácer Quibir, a população de Penamacor acreditou na legitimidade de um impostor que se fez passar pelo infortunado D. Sebastião (1568–1578). Mesmo sem a idade e nem as características físicas do soberano, o impostor – o primeiro de diversos no mito do Sebastianismo - fazendo-se passar pelo soberano misteriosamente regressado, chegou à vila narrando vívidos detalhes da batalha, complementados por uma algaravia interpretada pela simplicidade e credulidade dos habitantes como frases no idioma árabe. Sendo desse modo acolhido pela população, formou uma pequena corte onde pontificavam dois cúmplices: um auto-proclamado bispo de Braga e outro que se denominava como D. Francisco de Távora. Acolhiam as dádivas da comunidade quando as autoridades do reino intervieram, detendo o impostor e seus cúmplices. Conduzidos a Lisboa, foram julgados e sentenciados, o primeiro, às galés perpétuamente (das quais se evadiu anos mais tarde) e os cúmplices, à morte.